# Howardové

Erb vévodů z Norfolku

Howardové jsou anglický šlechtický rod, od 15. století patří k nejvýznamnějším aristokratickým klanům Velké Británie. Od roku 1483 jim náleží titul vévody z Norfolku, který je mimo královskou rodinu nejstarším dosud existujícím vévodským titulem v Anglii. Díky tomu jim také náleží čestný titul Premier Duke of England, dědičně jim patří také funkce nejvyššího maršálka království. Z rodu pocházela královna Kateřina Howardová, pátá manželka Jindřicha VIII. Hlavním rodovým sídlem je starobylý zámek Arundel Castle, významnou architektonickou památkou je zámek Castle Howard (Yorkshire) v majetku hrabat z Carlisle. Hlavou rodu je Edward William Howard, 18. vévoda z Norfolku (*1956), další rodové linie ve Sněmovně lordů zastupují Michael Howard, 21. hrabě ze Suffolku (*1935), George Howard, 13. hrabě z Carlisle (*1949) a David Howard, 7. hrabě z Effinghamu (*1939).

## Dějiny rodu

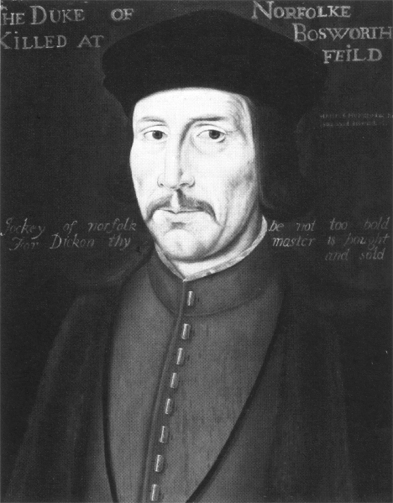
John Howard, 1. vévoda z Norfolku

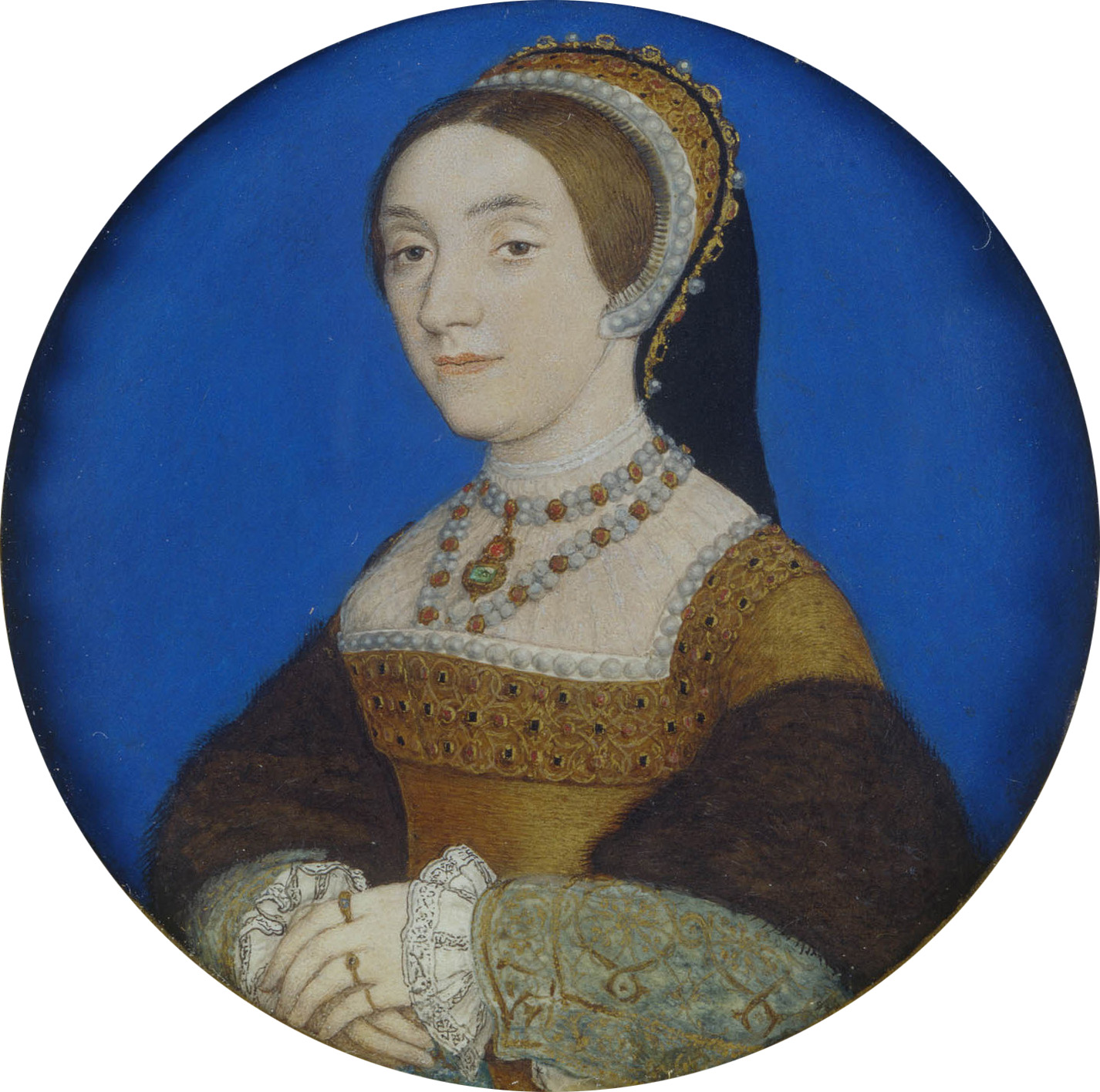
Kateřina Howardová, manželka Jindřicha VIII.

Legendy datují počátek existence rodiny Howardů do doby anglosaského osídlení, ale prokazatelné písemné zmínky o rodu pocházejí až z přelomu 13. a 14. století. Vzestup rodu nastartovalo až v polovině 15. století spříznění s rodem Mowbray, po němž Howardové zdědili titul vévody z Norfolku. V 15. století se již řada členů rodu dostala do popředí veřejného dění a ambice klanu vzrostly mimo jiné sňatkem Catherine Howard (1520–1542) s králem Jindřichem VIII. Jako řada jiných rodů té doby doplatili Howardové na svou účast v bojích o trůn a roku 1572 přišli i o titul vévody. Již o generaci později však král Jakub I. začal Howardy opět silně protežovat, čímž kompenzoval vzrůstající ambice jiných, převážně protestantských klanů. Za vlády Jakuba I. obsadili Howardové řadu vysokých státních úřadů a začala se také rozrůstat sbírka jejich šlechtických titulů. Přestože Howardové v té době spoléhali na své zdánlivě neotřesitelné pozice a dopouštěli se v úřadech zneužívání kompetencí a korupce v obrovském měřítku, jejich novému postavení to nijak neuškodilo a roku 1660 byl v hlavní větvi obnoven i titul vévody z Norfolku. Později byla však právě tato větev odsouzena k pasivitě, protože katolická víra neumožňovala vévodům z Norfolku zasedat v Horní sněmovně a celkově tak v této linii Howardové na veřejnou činnost rezignovali. O to více se uplatnili členové dalších větví, hrabat z Carlisle, ze Suffolku a z Effinghamu, jejichž členové zastávali v 17. až 19. století řadu ministerských úřadů nebo dosáhli vysokých hodností v armádě. Příslušníci těchto linií také v 17.–19. století vykonávali fakticky úřad nejvyššího dvorského maršálka, který sice příslušel hlavní větvi vévodů z Norfolku, ta ale díky příslušnosti ke katolické církvi neměla přístup do parlamentu (jednou z činností nejvyššího dvorského maršálka bylo slavnostní zahájení zasedání parlamentu).
Pět Howardů zastávalo funkci vrchního velitele námořnictva (Lord High Admiral), čtyři Howardové vykonávali funkci prvního ministra, v linii hrabat z Carlisle dva členové rodu zastávali post místokrále v Irsku. Devět vévodů z Norfolku získalo Podvazkový řád, dalších sedm rytířů Podvazkového řádu pocházelo z rodin hrabat ze Suffolku a hrabat z Carlisle. Kromě nich obdrželi Podvazkový řád také dědic 3. vévody z Norfolku Henry Howard, hrabě ze Surrey (1517–1547), nebo bratr 4. vévody z Norfolku, Henry Howard, 1. hrabě z Northamptonu (1540–1614).

### Vévodové z Norfolku

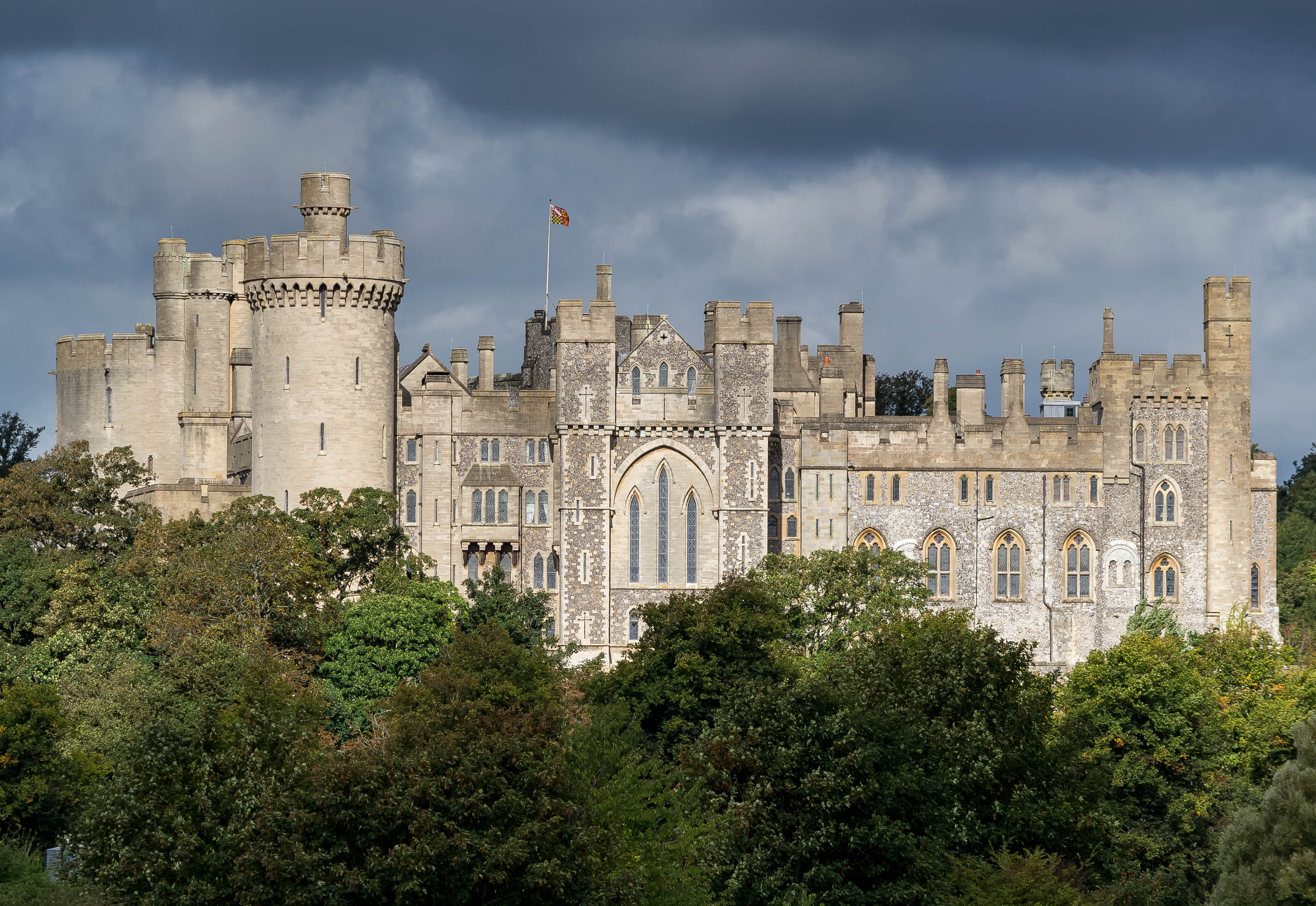
Arundel Castle (Sussex), hlavní sídlo vévodů z Norfolku

Prvním vévodou z Norfolku se v roce 1483 stal John Howard (1421–1485), který již předtím získal titul barona Howarda (1470). Po matce pocházel z rodu Mowbray, který byl předchozím uživatelem titulu vévodů z Norfolku. Byl přívržencem Richarda III. a spolu s ním padl v bitvě u Bosworthu. Po nástupu Jindřicha VII. byli všichni Richardovi spolubojovníci parlamentem prohlášeni za zrádce a Howardům byl dočasně odňat titul vévody. Obnoven byl ale již pro Johnova syna Thomase (1443–1524) v roce 1514 (v letech 1501–1524 byl prvním ministrem). Prvním ministrem a vlivným státníkem doby Jindřicha VIII. byl v další generaci Thomas Howard, 3. vévoda z Norfolku (1473–1554), který byl místokrálem v Irsku a později prvním ministrem. Předsedal soudu nad královnou Annou Boleynovou a jeho neteř Catherine se v roce 1540 stala pátou manželkou Jindřicha VIII. Po její popravě byl uvězněn, ale jako katolík znovu získal vliv za vlády královny Marie Tudorovny.
Thomas Howard, 4. vévoda z Norfolku (1536–1572), byl od mládí prominentem na dvoře Alžběty I., bez jejího vědomí ale nabídl sňatek vězněné Marii Stuartovně, načež byl uvězněn. Později se nechal vmanévrovat do spiknutí ve prospěch Marie Stuartovny se španělskou podporou a byl popraven. Rodině byl znovu odňat titul vévody, ještě za vlády Alžběty I. ale jeho příbuzní dosáhli znovu vysokého postavení (1. hrabě z Nottinghamu). Titul vévody z Norfolku byl v prosinci 1660 obnoven pro Thomase Howarda (1627–1677). Větší význam měl tehdy jeho mladší bratr Philip Howard (1630–1694), který byl původně dominikánským mnichem, později velkoalmužníkem královny Cateriny a nakonec kardinálem. Henry Howard, 7. vévoda z Norfolku (1654–1701), byl místodržitelem v několika hrabstvích, získal Podvazkový řád a zastával také funkci nejvyššího maršálka království. I když podpořil nástup Viléma III., jeho vliv na politiku byl mizivý. Jeho synovec Thomas Howard, 8. vévoda z Norfolku (1683–1732), byl v roce 1722 krátce vězněn kvůli spojení s organizací jakobitského povstání.
Až koncem 18. století dosáhl rod většího vlivu v osobě Charlese Howarda, 11. vévody z Norfolku (1746–1815), který přestoupil na anglikánskou víru a po dlouhé době fakticky zastával post dědičného nejvyššího maršálka království. Jeho nástupce Bernard Howard, 12. vévoda z Norfolku (1765–1842), získal v návaznosti na emancipaci katolíků dekret na výkon funkce nejvyššího maršálka království (1824). V roce 1842 rod v této linii přijal příjmení Fitzalan–Howard. Teprve po zrovnoprávnění katolíků se vévodové z Norfolku znovu mohli zapojit do veřejného dění a Henry Fitzalan–Howard, 15. vévoda z Norfolku (1847–1917), byl i členem vlády jako generální poštmistr (1895–1900). Miles Francis Fitzalan–Howard, 17. vévoda z Norfolku (1915–2002), ve funkci nejvyššího maršálka navštívil v doprovodu Alžběty II. Českou republiku (1996). Současným nositelem titulu je Edward William Fitzalan–Howard, 18. vévoda z Norfolku (*1956).
Hlavním sídlem vévodů z Norfolku je starobylý hrad Arundel Castle (Sussex), jehož historie se datuje od doby normanského vpádu v roce 1066. Do majetku vévodů z Norfolku se dostal sňatkem Mary Fitzalan (1540–1557) se 4. vévodou z Norfolku, jejich potomstvo také užívá titul hrabat z Arundelu. Za Howardů byl hrad mnohokrát přestavován a dodnes je majetkem rodu, větší část je ale přístupna pro veřejnost.
Zámek Greystoke Castle (Cumberland) se do majetku Howardů dostal taktéž sňatkem 4. vévody z Norfolku. Za občanské války byl poškozen, později přešel na mladší potomstvo hlavní linie a v 19. století jej nechal rekonstruovat poslanec Henry Howard (1802–1875). Zámek je dodnes soukromým majetkem, ale je částečně zpřístupněn pro veřejné společenské akce a svatby. V hrabství Cumberland získali Howardové nákupy nebo sňatky také další sídla (Blencow Hall, Johnby Hall, Derwent Hall).
V Londýně byl rodovým sídlem palác Norfolk House ve čtvrti Westminster, postavený v roce 1722 pro 8. vévodu z Norfolku. Jeho bratr Edward Howard, 9. vévoda z Norfolku (1686–1777), poskytl palác princi waleskému a v roce 1738 se zde narodil pozdější král Jiří III. Norfolk House byl zbořen v roce 1938 a na jeho místě byla postavena moderní administrativní budova.

### Hrabata z Nottinghamu (1596)
Charles Howard, 2. baron z Effinghamu (1536-1624), byl synem diplomata a dvořana Williama Howarda, 1. barona z Effinghamu. Přes nepřízeň královny Alžběty I. k celé rodině Howardů po popravě 4. vévody z Norfolku (1572) získal později důvěru jako úspěšný námořní vojevůdce a v roce 1596 získal titul hraběte z Nottinghamu. V jeho přímém potomstvu zanikl titul v roce 1681, na vzdálenější příbuzenstvo přešel jen titul baronů z Effinghamu. Později byl v této linii udělen dvakrát titul hrabat z Effinghamu (1731, 1837).

### Hrabata ze Suffolku (1603)

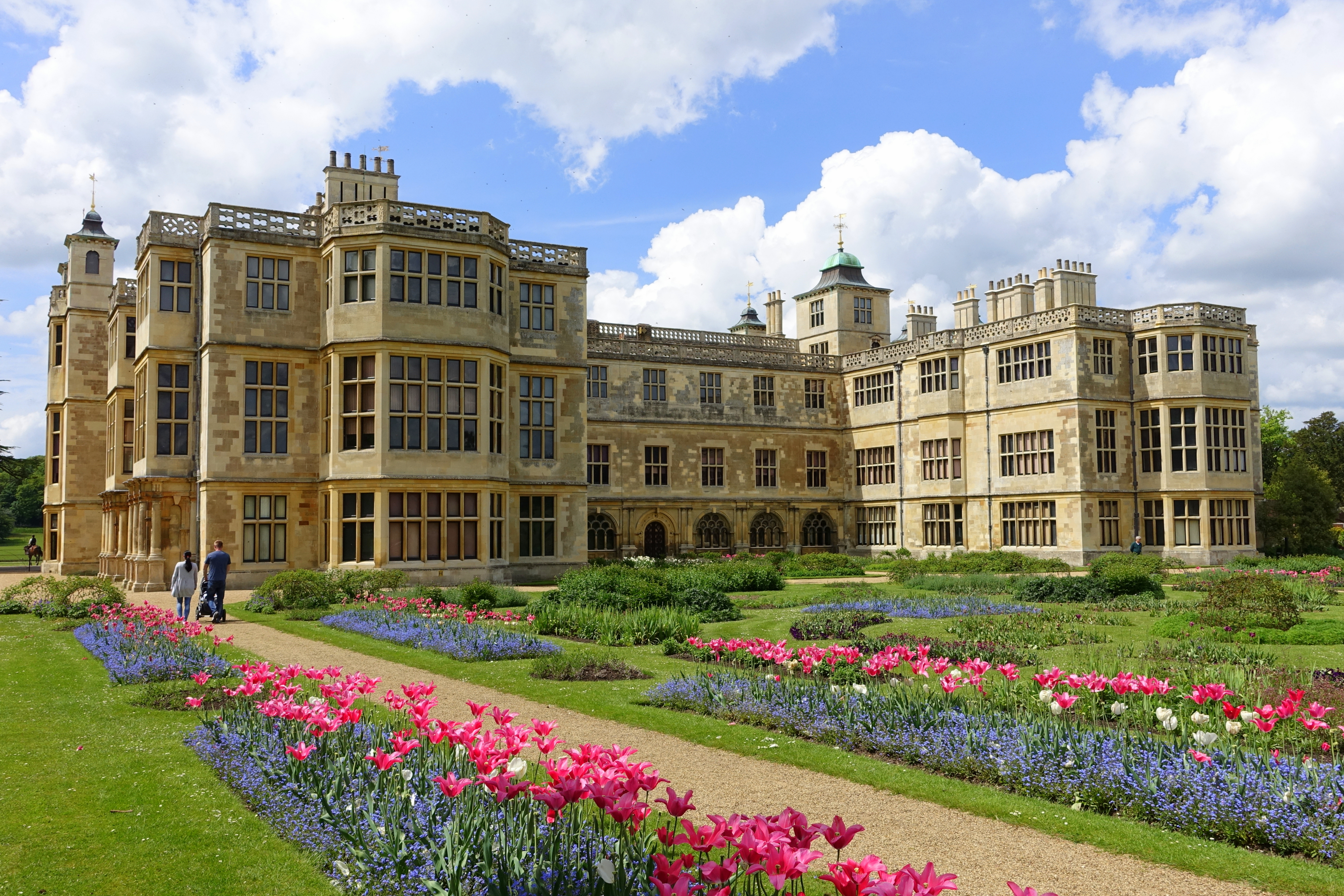
Zámek Audley End House (Essex)

Na hraběte ze Suffolku byl v roce 1603 povýšen Thomas Howard (156–1626), syn popraveného 4. vévody z Norfolku. Ten zastával vlivné úřady a dopouštěl se finančních machinací, proto byl také rodině zkonfiskován zámek Audley End House, postavený na přelomu 16. a 17. století. Sídlo bylo potomkům vráceno v roce 1701, později přešlo na spřízněný rod Griffinů. Další rodové sídlo, zámek Charlton Park (Wiltshire), které získal 1. hrabě ze Suffolku sňatkem, je majetkem rodu dodnes. Významným členem této linie byl Henry Howard(1670–1718), který byl ministrem obchodu a ještě před převzetím titulu hraběte ze Suffolku byl povýšen na hraběte z Bindonu (1706). Jeho přímé potomstvo vymřelo v roce 1745 a titul pak přešel na linii hrabat z Berkshire, od té doby jsou oba tituly užívány současně. Henry Howard, 12. hrabě ze Suffolku (1739–1779), byl ministrem zahraničí a nechal přestavět zámek Charlton Park, kvůli jeho předčasné smrti zůstaly ale úpravy nedokončeny. Jeho bratranec John Howard, 15. hrabě ze Suffolku (1739–1820), dosáhl v armádě hodnosti generála. Současným představitelem této větve je Michael Howard, 21. hrabě ze Suffolku a 14. hrabě z Berkshire (*1935).

### Hrabata z Berkshire (1626)
Peerský titul spojený s názvem hrabství Berkshire získal za vlády Jakuba I. Francis Norris, který zemřel bez potomstva a titul hraběte z Berkshire pak v roce 1626 přešel na švagra jeho manželky Thomase Howarda (1590–1669), mladšího syna 1. hraběte ze Suffolku. Ten již předtím získal titul vikomta Andovera, který dodnes užívá vždy dědic hraběte ze Suffolku. Thomasův pravnuk Henry Howard, 4. hrabě z Berkshire (1687–1757), zdědil v roce 1745 po starší rodové linii také titul hraběte ze Suffolku. Vzhledem k prioritě posloupnosti získaných titulů se dnes tato linie označuje jako Suffolk, souběžně se ale nadále užívá i titul hraběte z Berkshire. Současným představitelem této větve je Michael Howard, 21. hrabě ze Suffolku a 14. hrabě z Berkshire (*1935).

### Hrabata z Carlisle (1661)

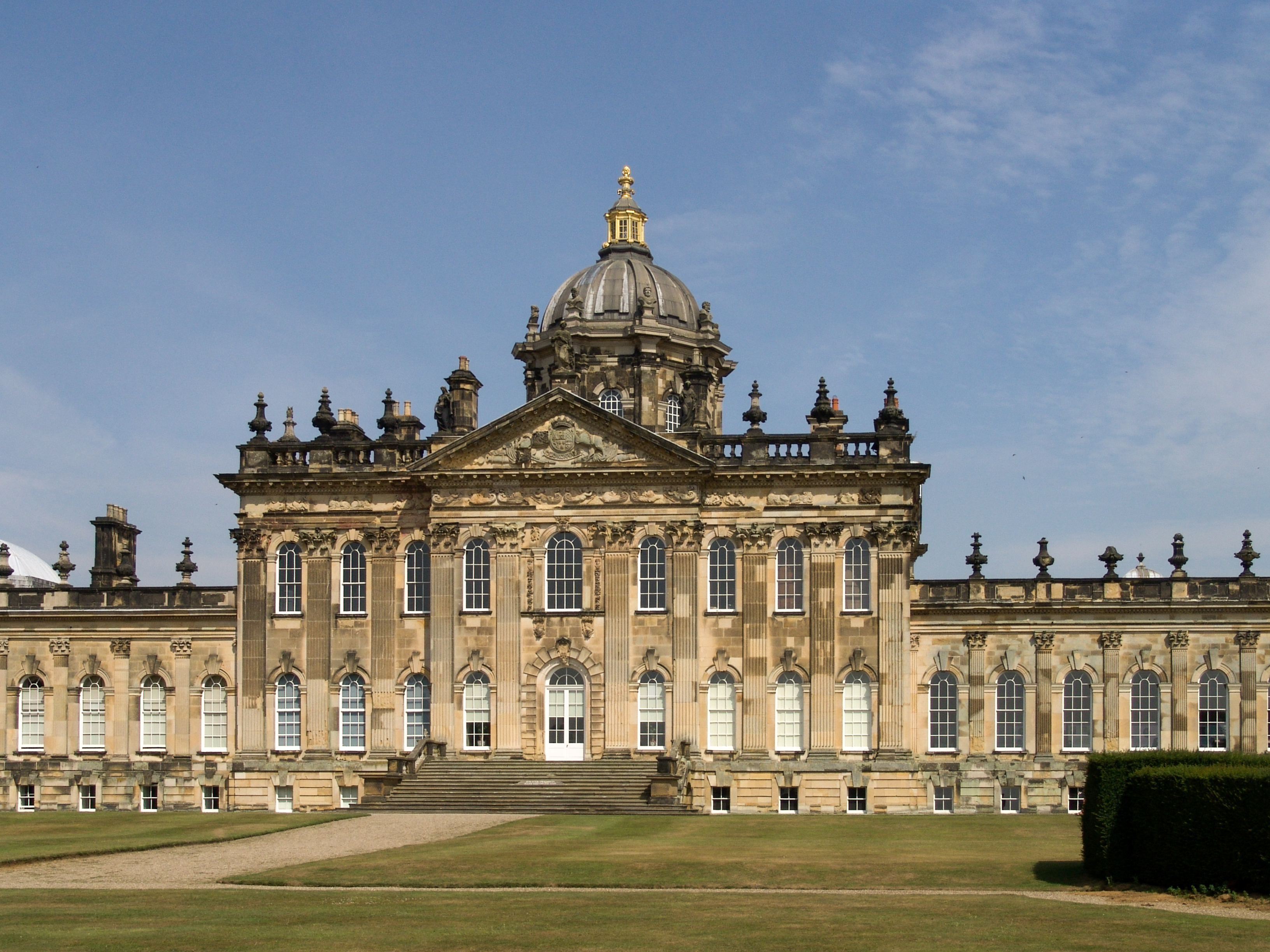
Zámek Howard, hlavní sídlo hrabat z Carlisle

Titul hrabat z Carlisle byl udělen v potomstvu lorda Williama Howarda, jednoho ze synů popraveného 4. vévody z Norfolku. Williamův pravnuk Charles Howard (1629–1685) byl nejprve prominentem Cromwellova režimu, poté ale podpořil restauraci monarchie a v roce 1661 získal titul hraběte z Carlisle. V této linii rod nejprve sídlil na hradě Naworth Castle (Cumberland), v letech 1699–1712 vzniklo honosné sídlo Castle Howard postavené pro prvního ministra Charlese Howarda, 3. hraběte z Carlisle. Zámek Castle Howard je mimo majetek větve vévodů z Norfolku nejvýznamnější architektonickou památkou na rod Howardů. V 18. a 19. století se Howardové v této linii výrazně angažovali v politice, 5. hrabě z Carlisle a 7. hrabě z Carlisle zastávali funkci irského místokrále.

### Hrabata z Wicklow (1793)
Zakladatelem linie hrabat z Wicklow byl Robert Howard (1670–1740), anglikánský duchovní a biskup v irském Elphinu. Jeho syn Ralph (1726–1789) byl poslancem irského parlamentu a v roce 1776 získal titul vikomta Wicklow. Po jeho smrti manželka Alice, rozená Forward (1736–1807), obdržela titul hraběnky z Wicklow (1793). Titul hraběte z Wicklow platil pouze pro Irsko, to znamená, že jeho nositelé nezasedali v anglické Sněmovně lordů, potomci rodu se ale v několika generacích dostali do Horní sněmovny jako reprezentanti irských peerů. Rodovým sídlem byl zámek Shelton Abbey v Irsku, který byl postaven v letech 1770–1775, současná podoba pochází z 19. století, kdy byl novogoticky přestavěn, v této době zde byla také vybudována bohatá knihovna. Zámek byl v roce 1951 prodán státu a dnes slouží jako věznice. Posledním potomkem této linie byl Cecil Howard, 9. hrabě z Wicklow (1909-1983).

### Hrabata z Effinghamu (1837)
William Howard (1510–1573), syn 2. vévody z Norfolku, byl diplomatem a zastával vysoké posty u dvora, v roce 1554 získal titul barona z Effinghamu. Po popravě 4. vévody z Norfolku se musel stáhnout do ústraní, ale jeho syn Charles (1536–1624) získal přízeň Alžběty I. a v roce 1596 byl povýšen na hraběte z Nottinghamu. Baronát z Effinghamu byl pak součástí titulatury hrabat z Nottinghamu. Po úmrtí bezdětného 3. hraběte z Nottinghamu (1681) přešel titul barona z Effinghamu na jeho bratrance Francise Howarda (1643–1695), guvernéra ve Virginii. Jeho mladší syn Francis Howard, 7. baron z Effinghamu (1683–1743), dosáhl v armádě hodnosti generála a byl též náměstkem nejvyššího maršálka království. V roce 1731 získal titul hraběte z Effinghamu, v armádě sloužili i jeho potomci. V přímé linii titul zanikl úmrtím 4. hraběte z Effinghamu v roce 1816, nově byl na hraběte z Effinghamu v roce 1837 povýšen jeho vzdálený příbuzný, generál Kenneth Howard (1767-1845). Služba v armádě byla v této větvi tradiční, nejvyšší hodnosti dosáhl Sir George Howard (1718–1796), který se stal polním maršálem. Současným představitelem této linie je David Mowbray Howard, 7. hrabě z Effinghamu a 17. baron z Effinghamu (*1939).

## Osobnosti

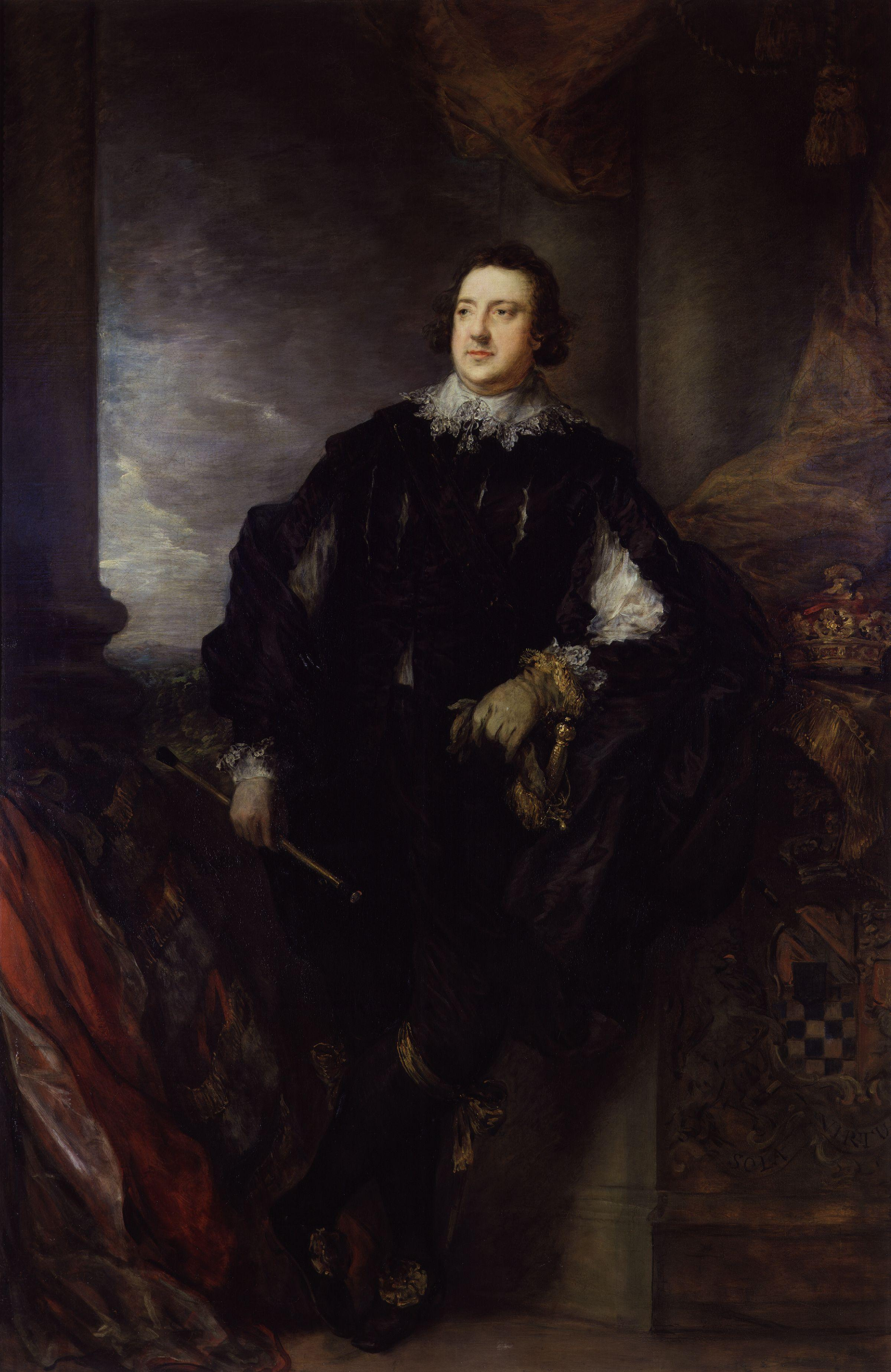
Charles Howard, 11. vévoda z Norfolku

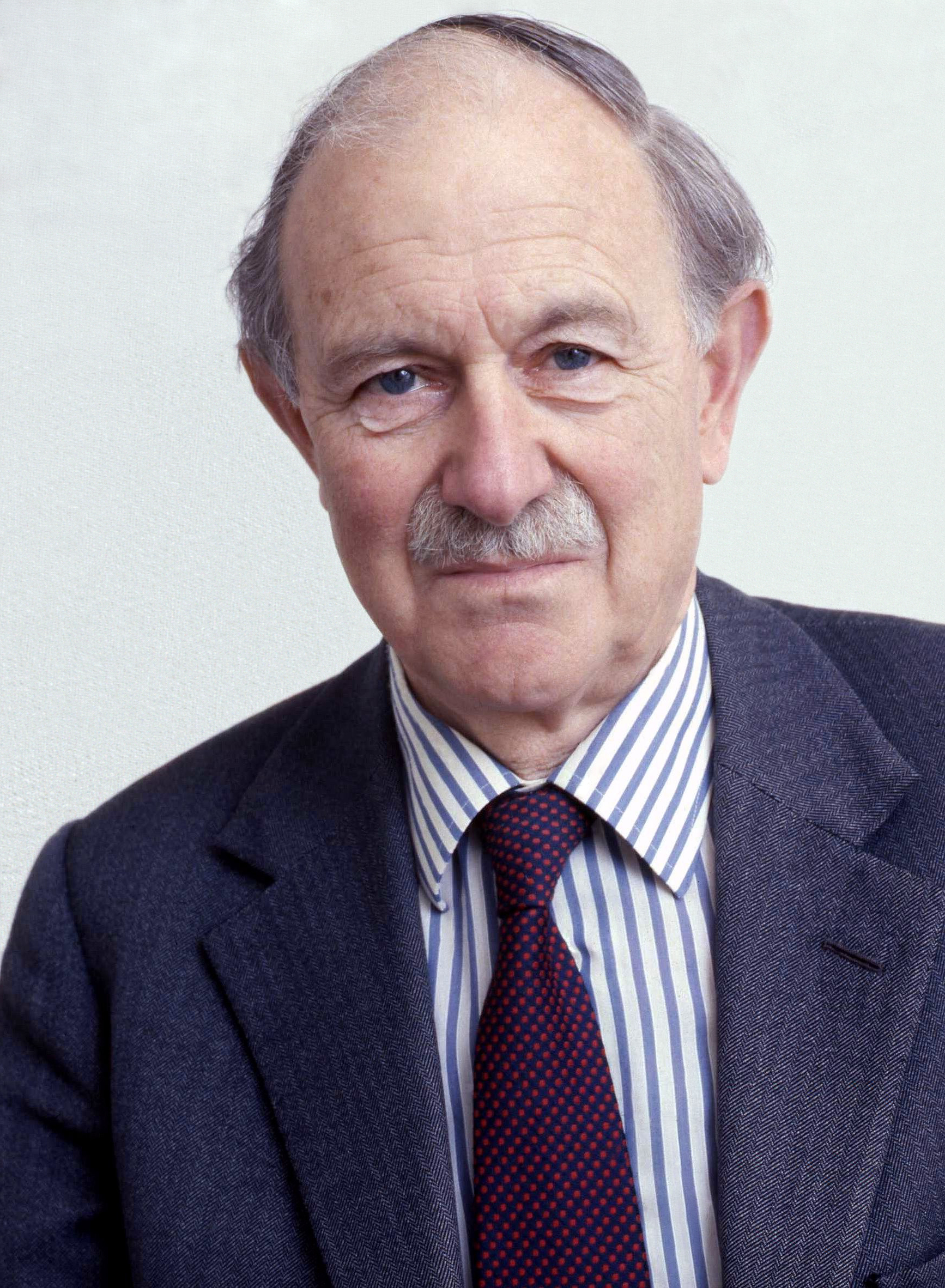
Miles Fitzalan-Howard, 17. vévoda z Norfolku

- John Howard, 1. vévoda z Norfolku (1421–1485), vojevůdce, dvořan, od r. 1483 vévoda z Norfolku, padl v bitvě
- Thomas Howard, 2. vévoda z Norfolku (1443–1524), první ministr 1501–1524
- William Howard, 1. baron z Effinghamu (1510–1573), lord velkoadmirál, nejvyšší komoří
- Henry Howard, hrabě ze Surrey (1517–1547), dvořan, básník, popraven
- Kateřina Howardová (1520–1542), anglická královna, pátá manželka Jindřicha VIII.
- Thomas Howard, 4. vévoda z Norfolku (1536–1572), nejvyšší maršálek, popraven
- Charles Howard, 1. hrabě z Nottinghamu (1536–1624), lord velkoadmirál, nejvyšší hofmistr, od r. 1596 hrabě z Nottinghamu
- Henry Howard, 1. hrabě z Northamptonu (1540–1614), první ministr 1612–1613, od r. 1604 hrabě z Northamptonu
- Thomas Howard, 1. hrabě ze Suffolku (1561–1626), nejvyšší komoří, ministr financí, od r. 1603 hrabě ze Suffolku
- Thomas Howard, 20. hrabě z Arundelu (1584–1646), diplomat, mecenáš
- Thomas Howard, 1. hrabě z Berkshire (1590–1669), dvořan, diplomat, od r. 1626 hrabě z Berkshire
- William Howard, 1. vikomt Stafford (1614–1680), popraven za účast v protikrálovském spiknutí
- Robert Howard (1626–1698), politik, spisovatel
- Charles Howard, 1. hrabě z Carlisle (1629–1685), vojevůdce, diplomat, od r. 1661 hrabě z Carlisle
- Philip Thomas Howard (1630–1694), katolický kněz, královský velkoalmužník, kardinál
- Charles Howard, 3. hrabě z Carlisle (1669–1738), první ministr 1701–1702 a 1715
- Henry Howard, 6. hrabě ze Suffolku (1670–1718), ministr obchodu
- Charles Howard (1696–1765), generál
- George Howard (1718–1796), polní maršál
- Henry Howard, 12. hrabě ze Suffolku (1739–1779), ministr zahraničí
- Frederick Howard, 5. hrabě z Carlisle (1748–1825), ministr obchodu, místokrál v Irsku, nejvyšší hofmistr
- Kenneth Howard, 1. hrabě z Effinghamu (1767–1845), generál, od r. 1837 hrabě z Effinghamu
- George Howard, 6. hrabě z Carlisle (1773–1848), ministr bez portfeje
- Henry Howard, 13. vévoda z Norfolku (1791–1856), dvořan, nejvyšší štolba, nejvyšší hofmistr
- George Howard, 7. hrabě z Carlisle (1802–1864), místokrál v Irsku
- Edward Howard, 1. baron Lanerton (1809–1880), admirál, dvořan, od r. 1874 baron Lanerton
- Henry Francis Howard (1809–1898), diplomat, vyslanec v Portugalsku a Bavorsku
- Edmund Howard, 1. vikomt Fitzalan (1855–1947), místokrál v Irsku
- Esme Howard, 1. baron Howard (1863–1939), diplomat, velvyslanec ve Španělsku a v USA, od r. 1930 baron Howard
- Henry Howard, 15. vévoda z Norfolku (1847–1917), generální poštmistr, nejvyšší maršálek